# Chùa Phúc Khánh
Chùa Phúc Khánh (福慶寺) còn có tên Chùa Sở (㕑所) là 1 ngôi chùa lâu đời ở Hà Nội. Chùa đã được Bộ Văn hóa – Thông tin công nhận là Di tích lịch sử – văn hóa quốc gia năm 1988.

## Lịch sử
Chùa được dựng vào thời Hậu Lê. Vào thời Lê, chùa là cơ sở đào tạo tăng tài cho Phật giáo. Sau đó gặp hỏa hoạn bị hư hỏng hoàn toàn. Có tài liệu cho chùa nằm trong khu vực diễn ra trận đánh Đống Đa năm 1789 nên bị đổ nát, sau được nhà sư Chiếu Liên xây dựng lại với sự hỗ trợ của Đô đốc Trần Văn Lễ (thời Tây Sơn) đã từng ém quân ở chùa. Ông còn cho đúc quả đại hồng chung và pho tượng Cửu Long cúng chùa.
Chùa được trùng tu nhiều lần các năm 1853, 1921, 1932, 1935, 1940, 1993, 1996, 1998. Hòa thượng trụ trì Thích Trung Thứ đã cho kiến thiết ngôi chùa, làm cơ sở đào tạo tăng tài, điểm An cư kiết hạ hàng năm của chư Tăng vào năm 1940.
Dân làng đã góp công góp của xây dựng ngôi chùa ngày nay vào năm 1950. Điện Phật được bài trí tôn nghiêm và có 20 pho tượng có giá trị nghệ thuật cao. Chùa có 21 tấm bia đá, tấm cổ nhất là năm 1698; 3 đại hồng chung, chuông cổ nhất đúc năm 1796; 14 bộ bao lam (cửa võng) và các đồ thờ khác như bát hương đồng, long ngai, nhang án...
Trụ trì chùa
- Hòa Thượng Thích Thanh Thứ, Tổ Bằng Sở.
- Hòa Thượng Thích Thanh Phụng.
- Thượng toạ Thích Thanh Quyết.